# Кожухово (станція)
Кожухово (рос. Кожухово) — залізнична станція Малого кільця Московської залізниці в Москві. Входить до Московсько-Курського центру організації роботи залізничних станцій ДЦС-1 Московської дирекції управління рухом. За основним застосуванням є вантажною, за обсягом роботи віднесена до 4 класу.
Залізнична станція розташовується поблизу території ЗІЛа. Від південної горловини станції відходить колія на ЗІЛ. Назву станції часто плутають з однойменним новим московським мікрорайоном Кожухово в складі району Косино-Ухтомський.
У 2015 році на станції «Кожухово» збудовані дві пасажирські платформи: «Автозаводська» та «ЗІЛ» 

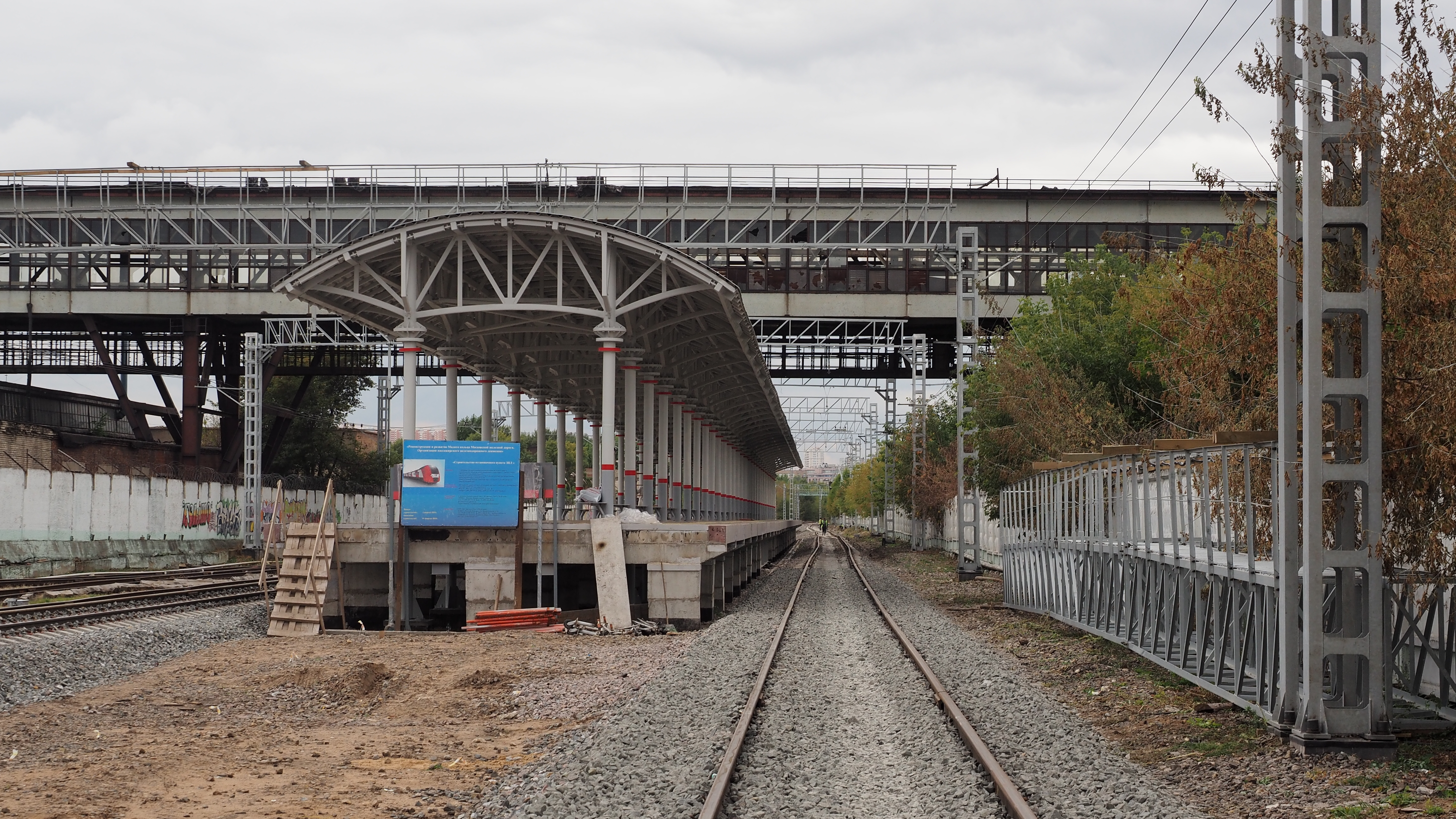
Платформа ЗІЛ МКЗ, 2015 рік